# Хаїм Сабан
Хаїм Сабан (англ. Haim Sabsn, івр. חיים סבן; нар. 15 жовтня 1944) — американський та ізраїльський медійник, музикант, інвесторіпродюсер зі статками близько $3 млрд. Засновник Saban Entertainment, продюсер та власник прав на розповсюдження дитячого телесеріалу «Могутні рейнджери» в США. Один з найбільших спонсорів Демократичної партії США та захисник американо-ізраїльських відносин. В березні 2017 року Сабан був вшанований зіркої 2605-ю зіркою на Голлівудській алеї слави за досягнення в телебаченні.

## Біографія
Хаїм Сабан народився в Александрії, Єгипет, в сім'ї єгипетських євреїв. В 1956, як і більшість єврейської спільноти Єгипту, сім'я Сабана іммігрувала до Ізраїлю. Його було виключено з інтернату Молодіжної Алії за погану поведінку, а директор вечірньої школи старших класів, яку він відвідував, сказав йому, що «він не створений для навчання, він створений для заробляння грошей». Після навчання він проходив службу у Армії оборони Ізраїлю.
Сабан одружився з Шеріл Сабан (до шлюбу Лінн Флор) в 1987 році. Вони виховали двох спільних дітей та двох дітей Шеріл від попереднього шлюбу.

## Музична кар'єра
Хаїм Сабан розпочав музичну кар'єру в 1966 році як бас-гітарист та менеджер рок-гурту The Lions of Judah, названого на честь левів Юди у юдаїзмі. В 1969, після приєднання до гурту британського виконавця Дейва Вотса, гурт розпочав виступи у пабах Лондона.
На початку 1970-х років Хаїм Сабан переїхав до Франції де працював музичним продюсером. Серед його клієнтів був й Шукі Леві, з яким він також запустив компанію звукозапису.
В 2019 році Хаїм Сабан анонсував створення компанії Saban Music Group в яку буде вкладено $500 млн з його власного капіталу. Компанія сфокусується на роботі зі світовими співаках, зокрема з латиамериканськими, прослуховуваннях молодих артистів та придбаннями існуючих бізнесів з цієї галузі.

## Бізнес кар'єра

### Saban Entertainment
В США Хаїм Сабан став телевізійним продюсером, заснувавши компанію Saban Entertainment в 1988 році. Протягом того часу Сабан зі своїм бізнес-партнером Шукі Леві став відомий завдяки музичним супроводам дитячих телешоу 1980-х.

### Fox Family
В 1996 році компанія News Corporation's Fox Children's Productions та компанія Сабана Saban Entertainment об'єднались для створення Fox Kids Worldwide. В Тому ж році вони придбали бібліотеку телепродукції компанії C&D у Жана Шалопена.
Компанія зросла із блоку передач на дитячих каналах до власного телеканалу на кшталт Cartoon Network та Nickelodeon, які, в свою чергу, прагнули позбутися конкурента з його дедалі популярнішим каналом Fox Kids.
23 липня 1991 року Сабан та News Corporation оголосили про продаж Fox Family Worldwide Inc за $5.3 млрд компанії The Walt Disney Company. 24 жовтня 2001 продаж відбувся і мережу перейменували на ABC Family. Сабан отримав від продажу близько $1.6 млрд.

### ProSiebenSat.1
В серпні 2003 року Хаїм Сабан очолив консорціум, який придбав контрольний пакет акцій групи компаній ProSiebenSat.1 Media, яка була на межі банкротства у збанкрутілої німецької медійної компанії Kirch Media Group]
ProSiebenSat.1, — найбільша комерційна телевізійна трансляційна компанія Німеччиниі, яка володіє п'ятьма німецькими телеканалами, включно з двома з трьох найбільш рейтинговими каналами німецького телебачення ProSieben and SAT.1. Разом канали ProSiebenSat.1's транслюють близько 45 % усієї німецької телереклами. Компанія Сабана ProSiebenSat.1 стала першою в історії німецького медійного бізнесу, яка отримала значну частину медійного простору, з іноземцем на чолі.
В березні 2007 року консорціум включно з Saban Capital Group продали свою частку ProSiebenSat.1 американським глобальним інвестиційним компаніям KKR та Permira, за 22.40 євро за акцію порівняно з 7.5 євро за акцію, під час купівлі в 2003.

### Univision
В червні 2006 року Saban Capital Group очолила групу інвесторів, які взяли участь в торгах за найбільшу іспаномовну медіа компанію США Univision.United States. Їм вдалося придбати компанію за $13.7 млрд.

## Погляди та думки
Хаїм Сабан протягом тривалого часу підтримує та спонсорує багато єврейських організацій та організацій пов'язаних з Ізраелем. В численних інтерв'ю він підкреслював, що «піклується лише про одну річ і ця річ — Ізраїль» (англ. I'm a one-issue guy, and my issue is Israel).
Сабан почав цікавитись політикою, коли у середині 1990-х років відчув послаблення американської підтримки Ізраїлю.
Хаїм Сабан один з найбільших спонсорів Демократичної партії США.

## Благодійність
Saban Center for Middle East Policy — створена Сабаном благодійна компанія для допомоги на Близькому Сході.
В 2007 році Сабан пожертвував $14 млн на добудову дитячої лікарні Soroka Medical Center.